# 日得拉
日得拉，是马来西亚吉打州古邦巴素县的县城，同时也是吉打州内第四大城，隶属于古邦巴素县议会。日得拉距离州首府亚罗士打市18公里，往北可达樟仑，东往瓜拉尼浪，南通甲抛峇底苏丹阿都哈林机场和亚罗士打，西接高岭和玻璃市。

## 交通
日得拉可通过南北大道日得拉南北两个出口抵达。

## 教育

### 小学
- 日得拉中华华文小学
- 武吉槟榔循正华文小学
- 日得拉国民小学（SK Jitra）
- 日得拉第二国民小学（SK Jitra 2）

### 中学
- 日得拉国民中学（SMK Jitra）
- 斯里玛哈旺莎国民中学
- 班达达鲁拉曼国民中学（SMK BBD）

### 高等学府
- 日得拉工业培训学院（ILP）
- 苏丹阿都哈林理工学院
- 日得拉师范学院（IPG）

## 政治
日得拉属于古邦巴素国会议席，该议席在马来西亚下议院的代表为来自国阵巫统的佐哈里巴哈隆。
同时，日得拉属于以其名称命名的玻璃市港口州议席，该议席在吉打州议会的代表为来自国阵巫统的阿米努丁。